# Pathánkót
Pathánkót (paňdžábsky ਪਠਾਨਕੋਟ) je město v Paňdžábu, jednom ze svazových států Indie. K roku 2011 mělo přibližně 156 tisíc obyvatel a bylo správním střediskem svého okresu. 

## Poloha
Pathánkót leží v nadmořské výšce kolem 137 metrů na úpatí Siváliku. 

## Doprava
Pathánkót je významným dopravním uzlem v rámci severozápadní Indie. Je zde letiště a vede zde několik železničních tratí.

## Podnebí
Pathánkót spadá do subtropického podnebí. Průměrná teplota je 23,2 °C.